# Raport Pelikana (film)
Raport Pelikana (ang. The Pelican Brief) – film z gatunku thriller, z domieszką sensacji, który powstał na podstawie książki Johna Grishama pod tym samym tytułem. Premiera kinowa odbyła się w roku 1993.

## Fabuła
W Stanach Zjednoczonych ktoś morduje dwóch sędziów sądu najwyższego. Studentka prawa Darby Shaw opracowuje własną teorię na ten temat. Wkrótce najważniejsi ludzie w USA zapoznają się z dokumentem, nazwanym Raportem Pelikana.
Gdy w zamachu ginie jej ukochany, a zarazem wykładowca, Darby ucieka, by ratować życie. Każdy, kto styka się z raportem i kontaktuje ze studentką, ginie. Pomaga jej reporter Gray Grantham. Wkrótce oboje odkrywają aferę na skalę krajową, w którą zamieszani są najbliżsi współpracownicy prezydenta USA i multimilioner.

## Obsada
- Julia Roberts – Darby Shaw
- Denzel Washington – Gray Grantham
- Sam Shepard – Thomas Callahan
- John Heard – Gavin Verheek
- Tony Goldwyn – Fletcher Coal
- James Sikking – dyrektor FBI Denton Voyles
- John Finn – Matthew Barr
- William Atherton – Bob Gminski
- Robert Culp – prezydent
- Stanley Tucci – Khamel
- Hume Cronyn – sędzia Rosenberg
- John Lithgow – Smith Keen
- Anthony Heald – Marty Velmano
- Nicholas Woodeson – Stump
- Cynthia Nixon – Alice Stark
- Stanley Anderson – Edwin Sneller
- Christopher Murray – Rupert